# Padrão

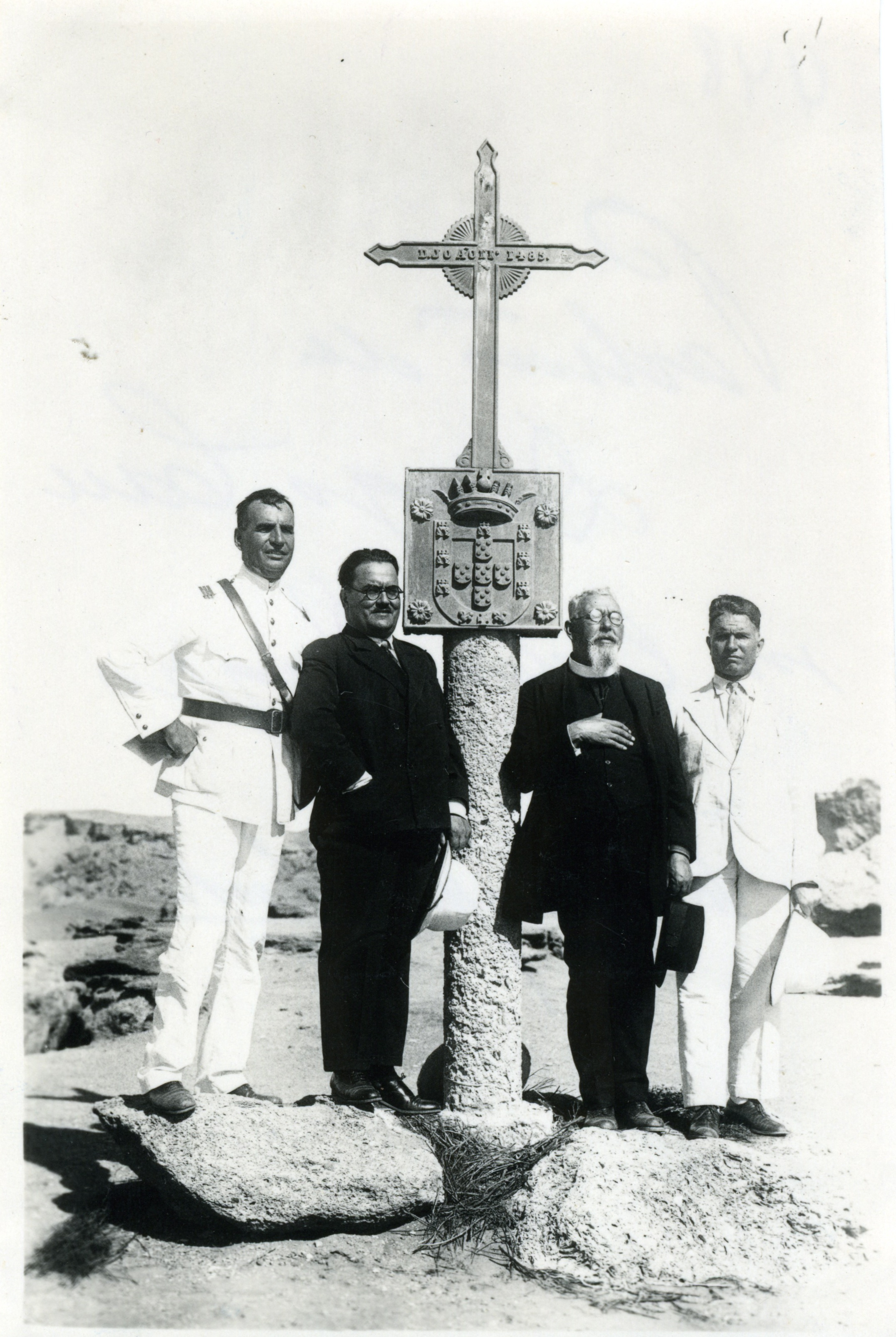
Padrão de Diogo Cão au Cabo Negro (Tomboa) en Angola.

Un padrão (au pluriel padrões) est un « pilier de pierre surmonté d'une croix ou des armes du Portugal et comportant une inscription » utilisé par les navigateurs portugais lors des Grandes découvertes pour marquer les emplacements qu'ils découvraient. Le premier à en utiliser est Diogo Cão sur les ordres de Jean II en 1482 à l'embouchure du fleuve Congo. Bartolomeu Dias et Vasco de Gama en ont aussi fait usage. Mesurant plus de 2 m, 12 padrões ont été érigés le long des côtes africaines par les navigateurs portugais. Installés sur des caps, ils étaient visibles de la mer. Gravés du nom du roi, du navigateur, de la date du voyage et de l'inscription proclamant que le roi avait ordonné de découvrir cette terre, ils servaient à revendiquer les droits du Portugal.
La Sociedade de Geografia de Lisboa a entrepris au XXe siècle de restaurer des padrões érigés par Diogo Cão et Bartolomeu Dias.

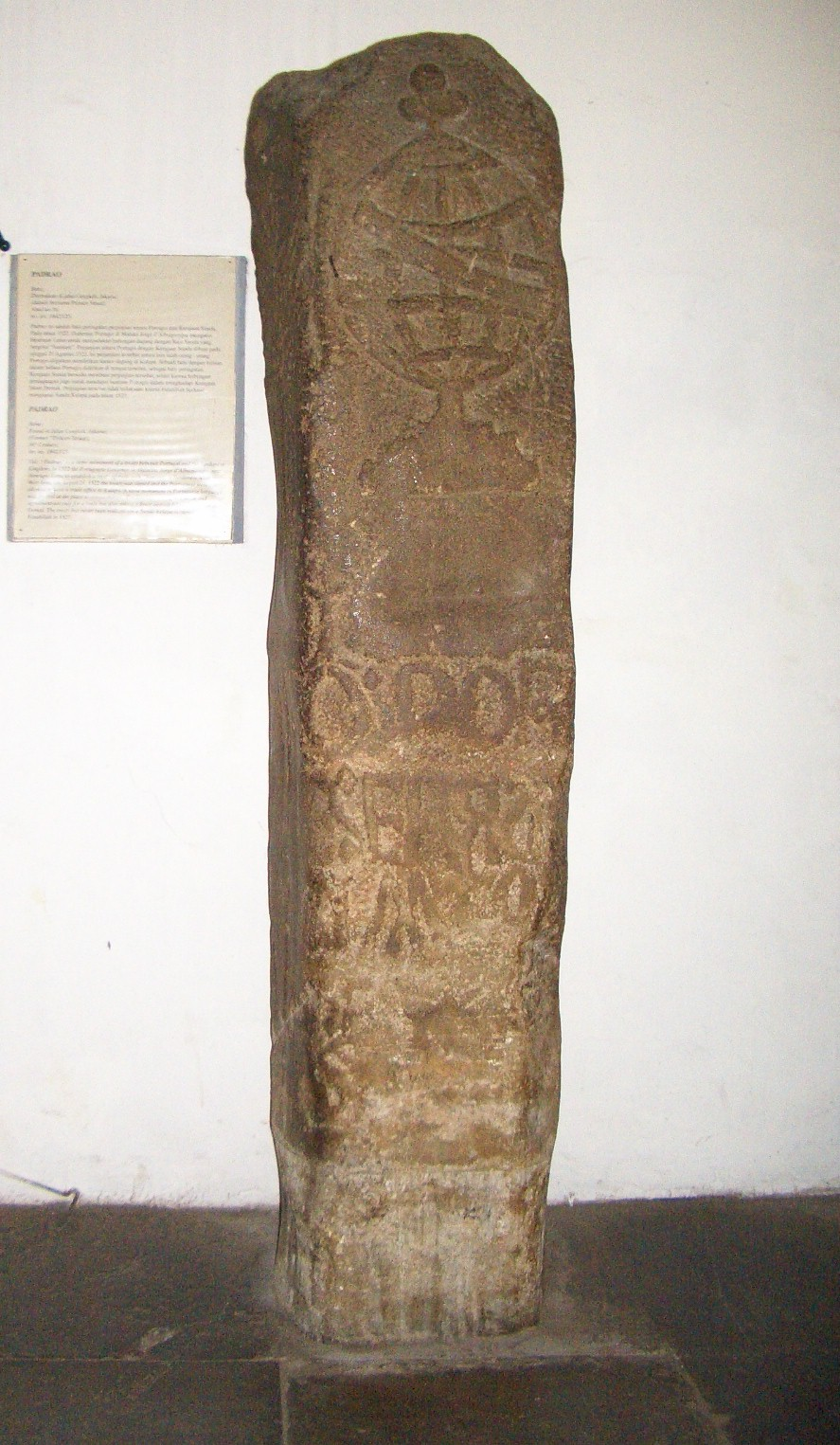
Padrão témoignant du traité d'alliance luso-sundanais de 1522, exposé au Musée national d'Indonésie à Jakarta.

Le musée national de Jakarta en Indonésie possède un padrão érigé par Federico de Leme en 1522 dans le port de Kalapa, dans le nord de l'actuelle Jakarta, pour commémorer un traité d'alliance luso-sundanais.
Il est vraisemblable, au vu de l'étendue de l'empire colonial portugais, que, au premier contact, certains piliers aient été précédés de croix en bois, plus faciles à improviser par les charpentiers embarqués.